# Bee Palmer
Bee Palmer (* als Beatrice C. Palmer  11. September 1894 in Chicago; † 22. Dezember 1967) war eine US-amerikanische Vaudeville-Sängerin und Tänzerin. Sie hatte wegen der frühen Popularisierung des Shimmy-Tanzes den (selbst zugelegten) Beinamen Shimmy Queen.

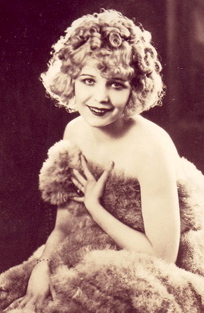
Bee Palmer, Chicago 1918

## Leben
Bee Palmer war eines von vier Kindern schwedischer Einwanderer in Chicago. Sie wurde als temperamentvolle und attraktive Blondine von magnetischer Bühnenpräsenz beschrieben und war erfolgreich als Vaudeville-Künstlerin, die den Shimmy-Tanz populär machte, der damals als gewagt galt. Teilweise begleitete sie sich beim Singen selbst am Klavier. Sie trat 1918 in New York City in den Midnight Frolics der  Ziegfeld Follies auf, wo sie unter anderem den Song I want to learn to Jazz Dance (I want to Shimmie) sang. Sie trat auch in anderen Broadway-Shows auf. 1920 ging sie mit einer eigenen Revue Oh Bee ! (geschrieben von Herman Timberg) auf Tournee, in der sie sang, den Shimmy tanzte und von einer eigenen Jazzband begleitet wurde. Sie traten im Dezember 1920 in New Orleans auf, wo einige der Musiker der späteren New Orleans Rhythm Kings (NORK) hinzustießen wie Leon Rappolo, Emmett Hardy und andere Jazzmusiker wie der Posaunist Santo Pecora. Sie behielt weiterhin ihren Pianisten Al Siegel, den sie im März 1921 heimlich heiratete. Die Band nannte sie Bee Palmer and the New Orleans Rhythm King’s und der Name übertrug sich später auf die NORK. Januar 1921 verklagte  ihr Manager sie wegen ausstehender Zahlungen und sie war zeitweise am Auftritt in Chicago gehindert, da die Bühnenausstattung und Garderobe beschlagnahmt worden war. Vom 27. Februar bis 2. März 1921 spielten sie in Davenport (Iowa), wo der junge Bix Beiderbecke sie und ihre Begleitband von Jazzmusikern hörte. Bald darauf wurde die Tournee in Peoria (Illinois) aufgelöst, nachdem sich Kleriker über die angeblich gewagten Tänze beschwert hatten und die Manager von Palmer nervös wurden. Viele der Jazzmusiker der Begleitband wie Rappolo, Pecora und Hardy gingen zurück nach Davenport, um sich der Band von Carlisle Evans auf dem Mississippi-Raddampfer Capitol anzuschließen.
Oktober 1921 verklagte ihr Ehemann Al Siegel den Boxer Jack Dempsey wegen einer angeblichen Affäre, was dieser aber bestritt – der Prozess verlief im Sand. Siegel und Palmer reichten danach Scheidungsklagen ein, sie blieben aber noch sieben Jahre bis zur Scheidung 1928 verheiratet. Bee Palmer trat weiter in Chicago und am Broadway auf. Mehrmals plante sie mit bekannten Jazzmusikern wie Fletcher Henderson und Eddie Condons Chicagoans aufzutreten, was sich aber aus unterschiedlichen Gründen nicht realisierte. Ende 1928 machte sie Filmaufnahmen mit dem Paul-Whiteman-Orchester in der Carnegie Hall, sie wurden aber nicht Bestandteil von Whitemans Film King of Jazz von 1930. Sie war Ende der 1920er Jahre eine bekannte Persönlichkeit im New Yorker Gesellschaftsleben.
Sie machte einige Testaufnahmen für Columbia und Victor in der Zeit von 1918 bis 1924, und 1929 für Columbia mit Frankie Trumbauer und Musikern des Whiteman Orchesters. Die Aufnahmen wurden aber erst im CD-Zeitalter veröffentlicht, und Singin the Blues gilt als frühes Beispiel für Vocalese (den Solos von Frankie Trumbauer und Bix Beiderbecke nachempfunden). 1930 war sie Ko-Autorin des Songs Please don’t talk about me when I’m gone (mit dem Komponisten Sam H. Stept und dem Texter Sidney Clare).
1933 heiratete sie ihren damaligen Begleitpianisten Jack Finna (oder Pinna). Sie lebte damals in Chicago und gab bald darauf ihre künstlerische Karriere auf.